# Espaço de classificação
Em matemática, especificamente em teoria da homotopia, um espaço de classificação BG de um grupo topológico G é o quociente de um espaço fracamente contráctil EG (i.e. um espaço topológico para o qual todos seus grupos de homotopia são triviais) por uma ação livre de G. Tem a propriedade que qualquer fibrado principal G sobre uma variedade paracompacta ser isomórfica a uma retirada do fibrado principal {\displaystyle EG\longrightarrow BG.}
Para um grupo discreto G, BG é, grosseiramente falando, um espaço topológico de caminho ligado X tal que o grupo fundamental de X é isomórfico a G e os mais altos grupos de homotopia de X são triviais.